# Pachyanthrax laconae
Pachyanthrax laconae is een vliegensoort uit de familie van de wolzwevers (Bombyliidae). De wetenschappelijke naam van de soort is voor het eerst geldig gepubliceerd in 1981 door David J. Greathead.